# Dejan Petković
Dejan Petković (Дејан Петковић; Majdanpek, 10 settembre 1972) è un allenatore di calcio ed ex calciatore serbo, di ruolo centrocampista.

## Carriera

### Club
Debutta da professionista nel 1988 con il Radnički Niš, dove cresce prima di passare, all'inizio della stagione 1992-1993, alla Stella Rossa, dove vince un campionato della RF di Jugoslavia e due Coppe di Jugoslavia (1993, 1995).
Le sue doti gli valgono l'ingaggio, nel gennaio del 1996, da parte del Real Madrid, e l'immediato prestito al Siviglia. Rientrato a Madrid, partecipa alla vittoria della Supercoppa di Spagna 1997, ma non riuscendo ad imporsi, viene nuovamente ceduto in prestito al Racing Santander, dove chiude una sfortunata parentesi spagnola.
Nell'estate del 1997, infatti, si trasferisce in Brasile al Vitória Bahia, dove rimane per due stagioni vincendo il Campionato Baiano 1997.
Rientra in Europa, ingaggiato dal Venezia, dove nonostante gli 8 miliardi di lire spesi per il suo acquisto non convince nella prima parte della stagione 1999-2000 di serie A (13 presenze e 2 reti in una sconfitta interna contro la Roma e in Coppa Italia all'Udinese), tanto da rientrare, a gennaio, dopo poche partite, in Brasile, al Flamengo, con cui conquista due Campionati Carioca (2000, 2001), una Taça Rio (2000), una Taça Guanabara (2001), e la Coppa dei Campioni brasiliana 2001.
Nel 2002 si trasferisce ai rivali del Vasco da Gama.
Nel 2003 viene ingaggiato dalla squadra cinese dello Shanghai Shenhua, contribuendo alla prima vittoria della formazione di Shanghai, del campionato cinese.
Rientrato al Vasco da Gama, le sue straordinarie prestazioni contribuiscono alla vittoria, della Taça Rio 2004.
Trasferitosi in Arabia Saudita, all'Al-Ittihad, con cui vince la Champions League asiatica 2005 e la Champions League araba del 2004-2005.
Ritornato in Brasile, gioca dapprima con il Fluminense, con cui vince il Campionato Carioca 2005  e la Taça Rio 2005, poi con il Goiás, prima di decidere di chiudere la carriera con il Santos vincendo il Campionato paulista 2007. L'Atlético Mineiro decide però di ingaggiarlo e lo convince a tornare al calcio giocato nel 2008.
Nel 2004, nel 2005 e nel 2009 è stato premiato, unico europeo della storia, con la Bola de Prata, assegnata al miglior giocatore per ruolo del campionato brasiliano.
Il 20 maggio 2009 viene ingaggiato di nuovo dal Flamengo, dopo la sua prima esperienza svoltasi nel 2000-2001, ed è passato alla nuova squadra all'inizio del campionato 2009-2010.
Il 5 giugno 2011, dopo aver disputato il primo tempo della partita di campionato contro il Corinthians, si è ritirato dal calcio giocato.

### Nazionale
In nazionale jugoslava ha disputato 7 incontri realizzando una rete fra il 1995 e il 1998; in seguito, nonostante il suo grande tasso tecnico e buon livello di rendimento non è stato più convocato sia per il carattere ritenuto difficile sia per la sua militanza lontano dall'Europa.

## Palmarès

### Club

#### Competizioni statali
- Campionato Baiano: 1

Vitória: 1997
- Taça Rio: 3

Flamengo: 2000
Vasco da Gama: 2004
Fluminense: 2005
- Campionato Carioca: 3

Flamengo: 2000, 2001
Fluminense: 2005
- Taça Guanabara: 1

Flamengo: 2001
- Campionato paulista: 1

Santos: 2007

#### Competizioni nazionali
- Coppa di Jugoslavia: 2

Stella Rossa: 1992-1993, 1994-1995
- Campionato jugoslavo: 1

Stella Rossa: 1994-1995
- Campionato spagnolo: 1

Real Madrid: 1996-1997
- Supercoppa di Spagna: 1

Real Madrid: 1997
- Coppa dei Campioni brasiliana: 1

Flamengo: 2001
- Campionato cinese: 1  (revocato)

Shanghai Shehnua: 2003
- Campionato brasiliano: 1

Flamengo: 2009

#### Competizioni internazionali
- AFC Champions League: 1

Al-Ittihad: 2005
- Champions League araba: 1

Al-Ittihad: 2004-2005